# Vyhlídky Prachovských skal
Prachovské skály jsou známy především jako skalní město s množstvím přírodou vymodelovaných skalních útvarů. Kromě toho se na jeho území nachází i řada vyhlídek.

## Křížkovského vyhlídka
Křížkovského vyhlídka (též Vyhlídka pěveckého sboru Křížkovský, původně První pohovka) se nachází z Prachovských skalách a jedná se o první vyhlídku po červené turistické značce od Prachova, kde je vstup do skal. Název dostala podle návštěvy pražského pěveckého sboru Křížkovský ze dne 16. března 1930. Z vyhlídky je rozhled na oblast východně (Kumburk a Bradlec), severně (Tábor, Morcinov, Kozlov, Kozákov a Jinolické rybníky) a západně (severozápadně) od Prachovských skal (Trosky, Ještěd, Vyskeř, Hruboskalsko a v pozadí Krkonoše).

## Rumcajsova vyhlídka
Rumcajsova vyhlídka je druhou vyhlídkou od vstupu do Prachovských skal. Spolu se dvojicí dalších (následujících) vyhlídek se nachází na zelené turistické značce. Vhledem ke vzrostlým stromům je z ní omezený rozhled na Krkavčí skály.

## Hlaholská vyhlídka
Druhou vyhlídkou na zelené turistické značce od rozcestí U Bratrské modlitebny směrem k turistické chatě je Hlaholská vyhlídka. Jedná se o nejvýše položené vyhlídkové místo Prachovských skal (nadmořská výška 460 m) a název dostala podle návštěvy pražského pěveckého spolku Hlahol v roce 1887. Umožňuje rozhled na východ (Krkavčí skály, Přivýšina a Jinolické rybníky) a severovýchod (Tábor, Bradlec, Kumburk a Jinolické rybníky). Pod vyhlídkou pak prochází Masarykova cesta.

## Hakenova vyhlídka
Hakenova vyhlídka je třetí z vyhlídek na zelené turistické stezce v Prachovských skalách, nedaleko Rumcajsovy a Hlaholské. Název dostala podle profesora Hakena z Horního Lochova, který stál za počátky archeologického výzkumu skal. Vzhledem ke vzrostlým stromům umožňuje pouze omezený výhled na Krkavčí skály a Tábor.

## Všetečkova vyhlídka
Všetečkova vyhlídka je další z vyhlídek na zelené turistické stezce v Prachovských skalách, ležící na plošině Plecháč nedaleko rozcestí Točenice, blíže k turistické chatě. Vyhlídka umožňuje rozhled na skupinu skal směrem na vyhlídku Českého ráje.

## Šlikova vyhlídka
V blízkosti Všetečkovy vyhlídky, taktéž na plošině Plecháč, se nachází Šlikova vyhlídka. Také ona umožňuje vyhlídku na oblast Prachovských skal, směrem k vyhlídkám Českého ráje a Míru, a okolí Císařské chodby.

## Vyhlídka Míru
Vyhlídku Míru najdeme na odbočce zelené turistické značky od rozcestí U Hlaholské vyhlídky k Šikmé věži. Umožňuje rozhled především na centrální část Prachovských skal s Císařskou chodbou, v pozadí pak na Trosky, Mužský, Vyskeř, Ještěd, Bezděz, Ralsko a Lužické hory.

## Vyhlídka Českého ráje
Vyhlídka Českého ráje (dříve Hraběnčina vyhlídka) se rozprostírá na odbočce červené turistické značky, nedaleko rozcestí Točenice. Z vyhlídky je rozhled po centrální části Prachovských skal (Prachovská jehla, Madona, Plecháč), v pozadí je pak možno vidět Trosky, Vyskeř, Mužský a při dobré viditelnosti i Ralsko, Bezděz, České středohoří a Lužické hory.

## Vítkova vyhlídka
Vítkova vyhlídka (někdy nazývána též Vyhlídka Šikmá věž) leží na vrchu Šikmá věž, na odbočce zelené turistické značky mezi rozcestníky U Buku a Nad Fortnou, blízko Horní Lochkova. K jejímu otevření došlo 23. srpna 1923, jak nám dokládá pamětní cedule pod skálou. Návštěvníkům umožňuje rozhled směrem k Jičínu, na vrch Veliš, Velišský hřbet, Zvičinu, Zebín, Loretu a Ostruženské rybníky, dále na obce Horní Lochov a v Jičínské kotlině ležící Ohaveč, Březinu, Hlásnou Lhotu, Valdice a Ostružno s kostelem Povýšení svatého Kříže. Na Ostružnem se tyčí kopec s kaplí Svaté Anny.

## Pechova vyhlídka
Pechova vyhlídka se rozprostírá při zelené turistické značce mezi rozcestníky Nad Fortnou a Zelená rokle. Je z ní rozhled po centrální části Prachovských skal, svazích Starého a Nového hradu a v pozadí na Vyskeř, Ralsko a Lužické hory. Vzhledem k tomu, že neleží přímo na turistické stezce, bývá turisty často opomíjená.

## Vyhlídka Ervínův hrad
Vyhlídku Ervínův hrad najdeme na odbočce zelené turistické značky mezi Maršovem a rozcestím Pod Malou Svinčicí, v západní části Prachovských skal. Rozhled je z ní především na okolní lesy. Jelikož leží mimo hlavní a turistiky nejčastěji navštěvovanou oblast Prachovských skal, bývá turisty opomíjená. Název dostala podle toho, že připomíná hradní zříceninu a po majiteli panství Ervínu Schlikovi, který započal Prachovské skály turistům zpřístupňovat.

## Skautská vyhlídka
Skautská vyhlídka se nachází na žluté turistické trase mezi turistické chatě a Parkhotelu Skalní město, blíže k turistické chatě. V roce 1969 byla jičínskými skauty obnovena a dostala po nich název. Vhledem ke vzrostlým stromům dnes umožňuje pouze rozhled západním směrem na Trosky.

## Seifertova vyhlídka
Také Seifertova vyhlídka leží při žluté turistické značce mezi Parkhotelem Skalní město a turistickou chatou, blíže k Parkhotelu. Na rozdíl od ostatních vyhlídek v Prachovských skalách na ní není značená stezka, ani jiný ukazatel. V současné době chátrající a zanedbaná vyhlídka navíc, kvůli vzrostlým stromům, neumožňuje v podstatě žádný rozhled po okolí. Přístupná je pouze po pěšině borůvčím od Skautské vyhlídky.